# エドウィン・ホイーラー
エドウィン・フランシス・ホイーラー（Edwin Francis Wheeler、1841年 - 1923年9月1日）は、明治時代にお雇い外国人として来日したイギリスの医師である。

## 経歴・人物
1870年（明治3年）に海軍軍医として来日した。後にイギリス公使館付の医師を務める。翌1871年（明治4年）からは工部省に雇われ、セオボールド・パーセルの助手として鉄道病院を兼任し、医療活動に貢献した。
1876年（明治9年）に退任し、横浜に転勤した。その後横浜ゼネラル・ホスピタルで医師を務め、院長になり開業した。1923年（大正12年）9月1日に発生した関東大震災で圧死し、横浜外国人墓地に葬られた。